# Niagara Falls, Ontario
Niagara Falls là một thành phố Canada tọa lạc bên sông Niagara trong khu vực Golden Horseshoe của miền Nam Ontario. Thành phố được thành lập vào ngày 12 tháng 6 năm 1903. Bên kia sông Niagara là Niagara Falls, New York của Hoa Kỳ.
Quang cảnh thành phố chi phối bởi hai ngọn thác Niagra nổi tiếng thế giới nằm trên sông Niagara, thành phố có lợi ích từ thực tế rằng cả hai thác này, America và Horseshoe đều có thể quan sát tốt nhất từ bên Canada của dòng sông, do đó khiến thành phố là một trong những điểm thu hút du lịch lớn trên thế giới. Cảnh quan thác đã thu hút hàng triệu khách du lịch hàng năm đến thành phố này. Thành phố cho phép sự phát triển của một khu du lịch dọc theo thác và hẻm núi. Khu vực này trải dài dọc theo Parkway Niagara và đi dạo du lịch đặc biệt tập trung ở bờ vực của thác, ngoài những điểm thu hút tự nhiên dọc theo con sông, bao gồm bãi đỗ xe lớn, cửa hàng lưu niệm, tháp quan sát, khách sạn cao tầng, sòng bạc và nhà hát, chủ yếu là với các biển quảng cáo đầy màu sắc neon và quảng cáo. Hơn nữa về phía bắc hoặc phía nam có sân golf cùng với các di tích lịch sử từ cuộc chiến năm 1812.
Thành phố có dân số 82.184 người theo điều tra năm 2006 của Canada. Thành phố có tổng diện tích 43,5 km2, trong đó diện tích đất là 36,4 km2 và diện tích mặt nước là 7,1 km2.